# Trotula z Salerno
Trotula z Salerno (znana również jako Trotula di Rugierro, Trocta, Trota) – lekarka i uczona, uważana za pierwszą ginekolożkę na świecie. Żyła w XI lub XII wieku.

## Życiorys
Istnieją trzy najczęściej podawane ramy czasowe jej życia. W pierwszej z nich data urodzenia Trotuli jest nieznana, a za datę śmierci uznaje się rok 1097. Według drugiej koncepcji żyła w latach 1035–1097. Wedle trzeciej Trota żyła w XII wieku, ale dokładne daty jej urodzin i śmierci są nieznane.       
Trotula uczyła się w szkole medycznej w Salerno. Była lekarką specjalizującą się w żeńskim układzie rozrodczym i położnictwie. Uzyskała tytuł magistra medycyny i została pierwszą kobietą wykładającą w szkole medycznej w Salerno. Jako profesorka przekazała swoją wiedzę z zakresu ginekologii, co pozwoliło na rozwinięcie opieki medycznej kobiet w zachodniej Europie. 

## Kontrowersje
W renesansie uczeni zaczęli wątpić, czy Trotula była kobietą. Niektórzy twierdzili, że była postacią fikcyjną. Pojawiła się teoria, że to lekarz o imieniu Trottus napisał Passionibus Mulierum Curandorum, a Trotula była położną, nie uczoną. Obecnie nie podważa się istnienie postaci Trotuli, podawane w wątpliwość jest jednak autorstwo dzieł – istnieje teoria, że Trota z Salerno napisała tylko dwie prace, zaś Trotula to zbiór trzech tekstów różnych autorów, a Trota miałaby być autorką tylko jednego.

## Prace
Prace Trotuli stworzyły podstawy medycyny kobiet na kilka stuleci. Ponieważ większość prac medycznych w tamtym okresie napisana była przez mężczyzn o bardzo niewielkim doświadczeniu w leczeniu kobiet i ich dolegliwości, duża część prac Trotuli powstała z myślą o lekarzach-mężczyznach, by edukować ich na temat kobiecego ciała. Teksty Trotuli powielane były w języku łacińskim, angielskim, niemieckim, flamandzkim i katalońskim. Odnalezione 126 łacińskich manuskryptów reprezentuje tylko niewielką część kopii, które krążyły po Europie od XII do XV wieku. Prace promowały zdrowy tryb życia i zachowywanie higieny. Trotula popierała używanie opiatów w trakcie porodu, co było sprzeczne z ówczesnym poglądem, że w czasie porodu kobieta powinna cierpieć w ramach kary za grzech Ewy. Zrewolucjonizowała poglądy na płodność, sugerując, że mężczyzna także może być niepłodny.    

### De curis mulierum
Ten tekst przekazuje wiedzę, jak przygotować i wykonać medyczny zabieg. Są w nim sekcje związane z chorobami ginekologicznymi, andrologicznymi, pediatrycznymi, schorzeniami dermatologicznymi i innymi. Pojawiają się tematy takie jak „przywrócenie dziewictwa”, problemy z kontrolą pęcherza, popękane usta z powodu nadmiernego całowania. Trotula pisała o sposobach na męskie dolegliwości i schorzenia.

### De ornatu mulierum(O upiększaniu się kobiet)
To pierwszy podręcznik kosmetologii kobiecej w Europie dotyczący zachowania i udoskonalenia urody, a także kurowania chorób skóry. Zawiera porady dotyczące makijażu, pozbywania się zmarszczek, usuwania niechcianego owłosienia, rozjaśniania skóry, ukrywania piegów i innych niedoskonałości, mycia zębów, pozbywania się brzydkiego oddechu, farbowania włosów. Autorka udziela wskazówek, jak poprawnie stosować zioła lecznicze i stworzone według jej instrukcji maści, a także jak poprawiać stan zdrowia za pomocą kąpieli parowych i masaży. Trotula zawarła w pracy opis ponad 100 roślin, które miały zastosowanie w higienie i kosmetologii.

### Passionibus Mulierum Curandorum
Jest to zawierający 63 rozdziały podręcznik. Został opublikowany w XII wieku, pierwotnie po łacinie. Oprócz generalnych medycznych porad zawiera informacje na temat menstruacji i porodu.

### De passionibus mulierum ante in et post partum(O cierpieniu kobiety przed, w trakcie i po porodzie)
W tym dziele Trotula opisała często pojawiające się w średniowieczu problemy związane z ciążą i porodem, schorzenia, uszkodzenia, a także metody ich leczenia. Dzieło to przez historyków i historyczki uznawane jest za podstawę położnictwa i ginekologii jako nauk medycznych.

### Practica secundum Trotam(Praktyka lekarska według Trotuli)
Dzieło dotyczy różnorodnych tematów, takich jak niepłodność, zaburzenia miesiączkowania czy ukąszenia węży oraz kosmetyki. Trzy czwarte tekstu poświęcone zostało dolegliwościom dotyczącym nie tylko kobiet (np. choroby wewnętrzne, gorączka i rany).